# Holocranaus conspicuus
Holocranaus conspicuus is een hooiwagen uit de familie Cranaidae.